# Shaqilath I
Shaqilath I var regerande drottning av kungariket Nabatea mellan 16 och 40 e.Kr.
Hon var hustru och samregent till kung Aretas IV, som hon gifte sig med år 16. 
Hon var mor till Hagru/Hajir, Malik, Jameelah och Shaqilath II.